# Rio Timbuí
Rio Timbuí är ett vattendrag i Brasilien.   Det ligger i delstaten Espírito Santo, i den sydöstra delen av landet, 900 km sydost om huvudstaden Brasília.
Omgivningarna runt Rio Timbuí är huvudsakligen savann. Runt Rio Timbuí är det tätbefolkat, med 442 invånare per kvadratkilometer.